# Naz Dasht
Naz Dasht (en persa: نازدشت‎, también romanizado como Nāz Dasht)  es una aldea en el distrito rural de Momenabad, en el distrito central del condado de Sarbisheh, provincia de Jorasán del Sur, Irán. En el censo de 2006, su población era de 743 habitantes, con 166 familias.